# Karen De Pastel
Karen De Pastel (* 27. Juni 1949 in Bellingham, USA) ist eine amerikanisch-österreichische Professorin, Pianistin, Organistin, Geigerin, Dirigentin und Komponistin.

## Leben
Karen De Pastel erhielt bereits ab dem sechsten Lebensjahr Unterricht in Gesang und Violine durch ihre Mutter, die eine Violinvirtuosin war. Von 1964 bis 1967 studierte sie Klavier bei Berthe Poncy Jacobson und Violine bei Emanuel Zetlin an der University of Washington in Seattle und gewann mehrere erste Preise bei Wettbewerben in den USA für Klavier, Violine und Viola.
Nach der Matura übersiedelte sie nach Österreich und setzte ihre Studien an der Hochschule für Musik und darstellende Kunst in Wien fort. Sie belegte die Fächer Klavier, Lied- und Instrumentalbegleitung bei Richard Hauser, Franz Holetschek und Robert Schollum, Violine bei Eva Braun-Prix, Komposition bei Friedrich Neumann und Orgel bei Rudolf Scholz. Ihre Diplome für Klavier (1972), Komposition (1975) und Orgel (1982) erhielt sie mit Auszeichnung, die Staatsprüfung für Violine legte sie 1973 ebenfalls mit Auszeichnung ab.
Im Jahre 1972 debütierte sie als Komponistin im Wiener Konzerthaus und spielte selbst den Solo-Part ihres Werkes „Konzertante für Violine und Orchester“. Sie wurde 1975 von Abt Norbert Mussbacher als Titular-Stiftsorganistin der Stiftsbasilika Lilienfeld (Niederösterreich) engagiert, wo sie seither internationale Orgel-, Chor- und Instrumentalkonzertzyklen veranstaltet. 1979 debütierte sie als Organistin im Wiener Konzerthaus mit Werken von Johann Sebastian Bach und gründete im Jahre 1982 die Sommerakademie Lilienfeld, die sie seither leitet.
Von 1985 bis 2014 war De Pastel Dozentin für Orgel, Klavier und angewandte Theorie an der Universität für Musik und darstellende Kunst Wien. 1987 erfolgte ihre Sponsion zur Magistra artium. Im Jahre 1993 führte sie einen internationalen Orgel- und Cembalowettbewerb in Lilienfeld durch.
Seit 2001 leitet sie Orgel-Meisterklassen in Plowdiw und Sofia und gründete im Jahre 2002 das Wienerwald Orgelfest, das sie seither leitet.
Ihre Konzerttätigkeit und weltweite Radio- und Fernsehauftritte mit internationalen Orchestern führte sie in verschiedene Länder Europas, Asiens und in die USA, ihre Kompositionen werden von bedeutenden Künstlern regelmäßig im Musikvereinssaal Wien und international aufgeführt und sind bei den Musikverlagen Doblinger, Aurophon, Goldgruber, Wiener Waldhornverein, Triglav-Wien, NÖ Musikedition und Certosa-Verlag erschienen. Schallplatten-, CD- und Videoaufnahmen ergänzen ihr musikalisches Schaffen.

## Werke
Kompositionen von Karen De Pastel. Eine Auswahl:
- Streichquartett, op. 1 (1965)
- Sieben Lieder nach Texten von Heinrich Heine, op. 8 (1974)
- Phrygische Toccata in d für Orgel, op. 10 (1975)
- Vier Chöre (gem. Chor) nach Texten von Johann Wolfgang von Goethe, op. 11 (1975)
- Vier Lieder nach Texten von Abt Norbert Mussbacher, op. 13 (1976)
- Toccata und Dreifaltigkeitsfuge mit Passion für Orgel, op. 16 (1976)
- Babenberger-Kantate für gem. Chor, Soli und Orchester, nach einem Text von Abt Norbert Mussbacher, op. 17 (1976)
- Achtzehn Variationen über ein Thema von Friedrich Neumann für Orgel, op. 18 (1977)
- Sieben Lieder nach Texten von Walter Sachs, op. 21 (1977)
- Fünf canonische Choräle für Orgel, op. 22 (1978)
- Zehn Lieder nach Texten von Johann Wolfgang von Goethe, op. 28 (1981)
- Variationen über „Maria durch ein Dornwald ging“ für Oboe solo, op. 32 (1988)
- Deutsche Messe für gem. Chor, op. 35 (1989)
- Lateinische modale Messe für gem. Chor und Orgel, op. 39 (1991)
- Fünf Chöre für gem. Chor nach Texten von Abt Norbert Mussbacher, op. 41 (1992)
- Fantasie über den Bernardi-Hymnus des Zisterzienserordens, für Orgel (und Streichorchester), op. 47 (bzw. op. 47a) (1996)
- Lateinische Messe für 7 Frauenstimmen, op. 53 (2009)
- Requiem für Bariton und Orgel, op. 54 (2016)
- Zwei Lieder für Bass-Bariton und Klavier nach Texten von Johann Ladislaus Pyrker, op. 55 (2022)

## Preise und Auszeichnungen
- 1966: Erster Preis in Komposition für ein Streichquartett, verliehen, von der Washington State University of Pullman
- 1973/74: Stipendium des österreichischen Ministeriums für Wissenschaft und Forschung
- 1975: Würdigungspreis verliehen vom österreichischen Ministerium für Wissenschaft und Forschung
- 1987: Kulturpreis der Stadt Lilienfeld
- 1988: Ehrendoktorat für Philosophie der Musik, verliehen von der World University in Benson, Arizona, USA
- 1990 und 1991: Ernennung zur „Frau des Jahres“ von der „American Biographical Institution“ sowie vom „Cambridge International Biographical Centre“
- 1990: Anerkennungspreis für Musik des Landes Niederösterreich
- 1999: Ehrenkreuz des Abtes von Stift Lilienfeld in Gold
- 2005: Verleihung des Silbernen Ehrenzeichens für Verdienste um das Bundesland Niederösterreich
- 2009: Verleihung des Titels „Chordirektor“ durch den St. Pöltner Diözesanbischof Klaus Küng
- 2009: Verleihung des „International Mozart Award für Musical Achievement“ durch das „Internationale Biographische Centre“ in Cambridge
- 2010: Verleihung des Berufstitels Professor durch den österreichischen Bundespräsidenten[4]
- 2014: Niederösterreichischer Kulturpreis – Würdigungspreis[5]
- 2017: Liese-Prokop-Frauenpreis[6]
- 2024: Verleihung des Ehrenringes der Stadtgemeinde Lilienfeld
- 2024: Verleihung des päpstlichen Verdienstkreuzes Pro Ecclesia et Pontifice[7]